# Igor Kudelin
Igor Kudelin (rusky Игорь Александрович Куделин; * 10. srpna 1972, Taganrog, Rusko) je ruský basketbalista hrající Národní basketbalovou ligu za tým BK Prostějov. Hraje na pozici křídla. Je vysoký 195 cm, váží 88 kg.

## Kariéra
- 1993–2002 : CSKA Moskva
- 2002–2003 : UNIKS Kazaň
- 2003–2006 : Lokomotiva Rostov
- 2006–2007 : UNIKS Kazaň
- 2006–2007 : BK Prostějov

## Statistiky
| Sezóna   | Soutěž      | Odehrané minuty | Průměr na zápas | Body | Průměr na zápas |
| -------- | ----------- | --------------- | --------------- | ---- | --------------- |
| 2006/07* | Mattoni NBL | 194.5           | 21.6            | 99   | 11              |

```
*Rozehraná sezóna – údaje k 22.3.2007 
```